# タインフー県
タインフー県（タインフーけん、ベトナム語：Huyện Thạnh Phú / 縣盛富）は、ベトナム社会主義共和国ベンチェ省の県。

## 行政区画
1市鎮17社から構成される。